# Liste des maires de Laval (Mayenne)
Pour les articles homonymes, voir Liste des maires de Laval.
La liste des maires de Laval recense l'ensemble des maires de la commune française de Laval depuis l'Ancien Régime.

## Administration municipale

### Le conseil de ville
Un conseil de ville, dit aussi communauté de la ville, mentionné en 1447, avait un receveur des deniers (1452). Les sieurs Berault et Pinçonneau sont échevins en 1507.
Ces magistrats étaient ordinairement au nombre de 4. Chaque paroisse avait son procureur syndic et ses assemblées dites « congrégations publiques des manants et habitants », distinctes de ce que l'on appela le conseil, lequel tenait ses réunions dans l'auditoire et faisait enregistrer « le résultat des conseils par un greffier héréditaire de la maison de ville (1636) ».

### Le principe du maire
Le titre de maire, est mentionné dans des lettres du roi en 1574, et le 14 février 1617 dans un acte de  Charles d'Angoulême attestant que les habitants ont prêté serment de fidélité au roi, n'est là que par analogie avec ce qui existait dans d'autres villes ; en fait, Laval n'avait que ses échevins, son procureur, et les assemblées de la maison de la ville étaient présidées par le juge du Comté de Laval.

### Juge royal, juge ordinaire?
Le juge royal, ou des exempts, prétendit avoir pouvoir de précédence. Il se vit débouté au profit du juge ordinaire.
L'échevin Lemercier voulut en 1648 abolir l'autorité civile du premier magistrat. Cette conspiration avorta. Le juge du Comté de Laval non seulement garda ses privilèges, mais quand on divisa sa charge pour attribuer à des titulaires distincts le criminel et la police, il eut, avec le titre de juge civil, celui de maire perpétuel, 1682.

## Liste des juges civils, faisant office de maires
| Nom | Nom               | Nom | Début du mandat | Fin du mandat | Parti | Notes                                                                                                   |
| --- | ----------------- | --- | --------------- | ------------- | ----- | --- |
|     | Gilles de Farcy   |     | 1660            | 1672          |       | Juge ordinaire civil et criminel, sénéchal ordinaire                                                    |
|     | François de Farcy |     | 1672            | 1683          |       | Juge ordinaire civil et criminel, sénéchal ordinaire, premier maître auditeur en la chambre des comptes |
|     | René de La Porte  |     | 1683            | 1692          |       | Juge ordinaire civil.                                                                                   |

### Le juge civil

#### Règlement de 1683
À partir de la division des offices de magistrature, il devait y avoir pour l'administration de la ville, d'après le règlement de 1683, outre le juge civil qui remplissait les fonctions de maire en la ville de Laval, quatre échevins. Ils étaient assistés de 30 conseillers. Ce règlement ne fut point mis à exécution et les différents corps ne nommèrent point de députés.

#### L'office de maire, crée en 1692
Par l'édit royal de 1692 les fonctions de magistrats élus sont supprimées et, dans la plupart des villes sont créés un office de maire et des offices d'assesseurs en remplacement des syndics choisis par les assemblées d'habitants. La vente des nouveaux offices permet de renflouer les caisses de l'État.
Le duc de la Trémoïlle acheta cette charge pour la conserver à son juge civil. Les habitants eux-mêmes payèrent 1.600 ₶ pour être déchargés des nouveaux édits de mars et septembre 1693. Ce n'était là d'ailleurs qu'un premier pas dans la voie d'une fiscalité ingénieuse. En décembre 1706, on crée les maires alternatifs, puis un premier et un troisième échevin ; en 1709, des échevins alternatifs et mi-triennaux.

#### Fiscalité et charge
Gilles-Michel Le Long achète le mairat en 1710 et refuse de se faire installer par le juge du comté de Laval. Il emploie alors tous les moyens pour se maintenir. Il est néanmoins évincé. De 1717 à 1727, il y eut encore à quatre reprises suppression et rétablissement des charges municipales, l'État continuant à battre monnaie par ce moyen. À nouveau, Le Long en profita pour acheter en 1723 la charge de maire ancien et mi-triennal, puis en 1727 celle de juge civil, et devient maire...

#### Indépendance progressive
Les anciennes thèses de Le Long furent reprises par les « Aréopagites » Dans des conciliabules tenus « au cabaret de M. Chantelou », ils élaborèrent des projets de réforme et insinuèrent que, l'édit du mois de juillet 1724 rétablissant les villes et bourgs du royaume dans la liberté d'élire leurs officiers municipaux, Laval devait revendiquer ce privilège En 1729, ils obtinrent un arrêt du conseil (29 août) permettant aux habitants de tenir les assemblées générales et particulières sous la présidence non d'un maire mais d'un premier échevin, et ordonnant l'homologation de leur projet de règlement. Lors du passage du duc de la Trémoïlle à Laval au mois de décembre 1730, les Aréopagites, au lieu d'abuser de leur victoire, lui firent une réception chaleureuse qui dissipa toutes ses préventions.

#### Le premier maire électif en 1747
Un arrêt du Conseil du roi de France du 7 mai 1747 réunit les offices aux communautés des villes. L'élection du maire causa dans la ville de grands mouvements, pour empêcher le premier juge du siège ordinaire, alors René Pichot de la Graverie, d'être nommé. L'assemblée du 16 juin 1747 choisit Ambroise-Jean Hardy de Lévaré pour maire. Ces fonctions étant triennales. Une autre assemblée du 30 décembre 1750 les continua à M. Hardy de Levaré pour trois nouvelles années.
À partir de 1759, ma nouvelle municipalité chercha depuis tous les moyens d'étendre ses attributions, prétendant réglementer les fours à ban (1749) et déposséder le juge de police de la police des places et des rues (1762). Un édit du 28 juin donna à l'hôtel de ville une plus grande indépendance en permettant aux officiers municipaux d'acquérir les offices de maire, échevins, assesseurs, procureur du roi, secrétaire, greffier, trésoriers, receveur et contrôleurs, établis par l'édit de novembre 1771. Moyennant 24.000 ₶ qu'il lui en coûta, la municipalité acquit une indépendance presque complète.

## Liste des maires
| Nom                                                                                  | Nom                                                                     | Nom                               | Début du mandat   | Fin du mandat     | Parti                      | Notes |
| ------------------------------------------------------------------------------------ | ----------------------------------------------------------------------- | --------------------------------- | ----------------- | ----------------- | -------------------------- | --- |
| Maires                                                                               |                                                                         |                                   |                   |                   |                            | |
| Ancien Régime                                                                        |                                                                         |                                   |                   |                   |                            | |
|                                                                                      | René de La Porte (?-1705)                                               |                                   | 1692              | 1705              |                            | Juge ordinaire civil ——————————————————Nommé par le duc de la Trémoïlle, comte de Laval |
|                                                                                      | René Hardy de Lévaré (1662-1722)                                        |                                   | 1705              | 1722              |                            | Juge ordinaire civil, président de la chambre des comptes——————————————————Nommé par le duc de la Trémoïlle, comte de Laval |
|                                                                                      | Ambroise-Jean Hardy de Lévaré (1700-1780)                               |                                   | 1723              | 1727              |                            | Juge ordinaire civil——————————————————Nommé par le duc de la Trémoïlle, comte de Laval, puis destitué en 1727. |
|                                                                                      | Gilles-Michel Le Long (1666-1739)                                       |                                   | 1727              | 1739              |                            | Juge ordinaire civil——————————————————Nommé par le duc de la Trémoïlle, comte de Laval |
|                                                                                      | Daniel Gautier de la Villaudray (?-1745)                                |                                   | 1739              | 1745              |                            | Juge ordinaire civil——————————————————Nommé par le duc de la Trémoïlle, comte de Laval |
|                                                                                      | René Pichot de la Graverie (1690-1768)                                  |                                   | 1745              | 1747              |                            | Juge ordinaire civil——————————————————Nommé par le duc de la Trémoïlle, comte de Laval |
|                                                                                      | Ambroise-Jean Hardy de Lévaré (1700-1780)                               |                                   | 1747              | 1759              |                            | Magistrat ——————————————————Premier maire électif. Le maire était choisi par le duc de la Trémoïlle sur quatre candidats élus. |
|                                                                                      | Léon Foureau (1722-1769)                                                |                                   | 1760              | 1768              |                            | Juge du siège des exempts ——————————————————Deuxième maire électif. Le maire était choisi par le duc de la Trémoïlle sur quatre candidats élus. |
|                                                                                      | Charles Frin du Guiboutier (1722-1798)                                  |                                   | 1769              | 1789              |                            | Le maire était choisi par le duc de la Trémoïlle sur quatre candidats élus. Il conserve ses fonctions jusqu'en 1789. |
| Révolution - Premier Empire - Restauration - IIe République - Second Empire          |                                                                         |                                   |                   |                   |                            | |
|                                                                                      | François Hubert (1740-1799)                                             |                                   | 10 février 1790   | novembre 1791     |                            | Maître en chirurgie, chirurgien du roi |
|                                                                                      | Secretain de la Cocherie                                                |                                   | novembre 1791     | novembre 1791     |                            | ——————————————————Élu mais refuse le poste |
|                                                                                      | Choquet                                                                 |                                   | novembre 1791     | novembre 1791     |                            | ——————————————————Élu mais refuse le poste |
|                                                                                      | René-François Plaichard Choltière (1740-1815)                           | René-François Plaichard Choltière | 15 novembre 1791  | 16 novembre 1791  |                            | Docteur en médecine Député de la Mayenne (1792-1795) Membre du Conseil des Anciens (1795-1797) ——————————————————Décline le poste |
|                                                                                      | Michel Paillard                                                         |                                   | 21 novembre 1791  | 22 novembre 1791  |                            | Apothicaire ——————————————————Maire pendant une journée'' |
|                                                                                      | François Lepescheux-Dauvais (1754-1827)                                 |                                   | 12 décembre 1791  | 4 octobre 1793    |                            | Docteur en médecine ——————————————————Destitué par Didier Thirion et François-Joachim Esnue-Lavallée |
|                                                                                      | Commission avec Louis Guilbert pour procureur et Leroux pour substitut. |                                   | 4 octobre 1793    | 2 avril 1794      |                            | Docteur en médecine ——————————————————Destitué par Didier Thirion et François-Joachim Esnue-Lavallée |
|                                                                                      | François Lepescheux-Dauvais (1754-1827)                                 |                                   | 2 avril 1794      | 17 novembre 1794  |                            | Docteur en médecine ——————————————————René François-Primaudière le replaça à la tête de la municipalité, le 2 avril 1794. Destitué par Jean-François Boursault-Malherbe |
|                                                                                      | Antoine Piquois                                                         |                                   | 17 novembre 1794  | 1er novembre 1795 |                            | Négociant ——————————————————Installé par Jean-François Boursault-Malherbe |
|                                                                                      | M. Moreau-Lanoé                                                         |                                   | 1er novembre 1795 | 6 novembre 1795   |                            | ——————————————————Élu le 1er novembre, il démissionne le 6 suivant. |
|                                                                                      | Commission nommée.                                                      |                                   | 6 novembre 1795   | 7 avril 1800      |                            | ——————————————————Le général Jacques Marguerite Pilotte de La Barollière ne put que nommer une commission, dont le rôle fut très effacé jusqu'à l'élection d'Étienne Boudet. |
|                                                                                      | Étienne Boudet (1761-1828)                                              | Étienne Boudet                    | 7 avril 1800      | 1810              |                            | Ancien colonel de la Garde nationale Sénateur de la Mayenne (1809-?) Député de la Mayenne (1809-1815) |
|                                                                                      | Jérôme Frin de Cormeré (1750-1813)                                      |                                   | 1810              | 22 novembre 1813  |                            | Ancien receveur général des finances ——————————————————Décédé en fonction |
|                                                                                      | Jean-François de Hercé (1776-1849)                                      | Jean-François de Hercé            | 20 février 1814   | 10 octobre 1829   | Ultraroyaliste Légitimiste | Évêque de Nantes de 1838 à 1848 |
|                                                                                      | Arsène Avril de Pignerolles (1786-1834)                                 |                                   | 10 octobre 1829   | 1830              | Ultraroyaliste Légitimiste | Propriétaire Député de la Mayenne (1828-1830) ——————————————————Nommé maire par ordonnance. Démissionnaire dès l'annonce de la proclamation de Louis-Philippe Ier, comme Roi des Français. |
|                                                                                      | Périer de la Saulais                                                    |                                   | 1830              | 1832              |                            | |
|                                                                                      | Pierre Queruau-Lamerie (1788-1859)                                      | Pierre Queruau-Lamerie            | 1832              | 1844              |                            | Marchand de fer Conseiller général de Laval-Ouest (1839-1848 et 1852-1859) |
|                                                                                      | Jules Leclerc d'Osmonville (1797-1871)                                  | Jules Le Clerc d'Osmonville       | 1844              | 1847              |                            | Propriétaire de mines de charbon Député de la Mayenne (1853-1870) Conseiller général de Laval-Ouest (1859-1871) |
| 1853 : Conseillers désignés par le préfet                                            |                                                                         |                                   |                   |                   |                            | |
|                                                                                      | Esprit-Adolphe Segrétain (1818-1862)                                    | Bonapartiste                      | 6 janvier 1853    | 1858              |                            | Propriétaire Député de la Mayenne (1852-1857) ——————————————————Nommé maire par l'empereur Napoléon III |
|                                                                                      | Ambroise Blanchet (1801-1873)                                           |                                   | 1858              | 1860              |                            | Magistrat, propriétaire Conseiller général de Laval-Est (1852-1871) |
| IIIe République - État français - Gouvernement provisoire de la République française |                                                                         |                                   |                   |                   |                            | |
|                                                                                      | Charles Toutain (1797-1874)                                             |                                   | 18 septembre 1860 | 9 juillet 1874    |                            | Commissionnaire de roulage ——————————————————Nommé maire, décédé en fonction |
|                                                                                      | Jules-René Fay-Lacroix (1812-1892)                                      | Jules-René Fay-Lacroix            | 1874              | 1878              | Républicain                | Avocat, avoué Conseiller général de Chailland (1871-1889) |
|                                                                                      | Louis Marchal (1815-1883)                                               |                                   | 19 février 1878   | 10 août 1879      |                            | Ingénieur des Ponts et Chaussées——————————————————Démissionnaire |
|                                                                                      | Aimé Billion (1838-1893)                                                |                                   | 1879              | mai 1892          | Républicain                | Adjoint au maire (1878-1879) Conseiller d'arrondissement |
|                                                                                      | Victor Boissel (1840-1919)                                              | Victor Boissel                    | mai 1892          | 19 septembre 1919 | AD                         | Industriel teinturier Sénateur de la Mayenne (1897-1906) Député de la Mayenne (1910-1914) Conseiller général de Laval-Est (1883-1919) ——————————————————Décédé en fonction |
|                                                                                      | Eugène Jamin (1863-1933)                                                | Eugène Jamin                      | 10 décembre 1919  | 26 octobre 1933   | AD                         | Imprimeur Sénateur de la Mayenne (1924-1933) Conseiller général de Laval-Est (1919-1933) ——————————————————Décédé en fonction |
|                                                                                      | Adolphe Beck (1876-1954)                                                |                                   | 30 novembre 1933  | 18 mai 1945       | AD                         | Industriel teinturier Premier adjoint (1929-1933) Conseiller général de Laval-Est (1933-1940) Nommé conseiller départemental en 1943 |
|                                                                                      | Francis Le Basser (1889-1974)                                           |                                   | 18 mai 1945       | juin 1946         | RPF                        | Chirurgien, ancien résistant Conseiller général de Laval-Ouest (1945-1973) ——————————————————Démissionnaire |
| IVe République - Ve République                                                       |                                                                         |                                   |                   |                   |                            | |
|                                                                                      | Albert Goupil (1878-1956)                                               |                                   | 2 juin 1946       | 2 novembre 1956   | DVD                        | Imprimeur Deuxième adjoint (1945-1946) ——————————————————Décédé en fonction |
|                                                                                      | Francis Le Basser (1889-1974)                                           |                                   | 16 novembre 1956  | 19 mars 1971      | UNR puis UDR               | Chirurgien Sénateur de la Mayenne (1948-1965) Conseiller général de Laval-Ouest (1945-1973) Président du conseil général (1946-1973) Président du district urbain de Laval (1963-1971) |
|                                                                                      | Robert Buron (1910-1973)                                                | Robert Buron                      | 19 mars 1971      | 28 avril 1973     | PS Objectif 72             | Conseiller économique international Président du district urbain de Laval (1971-1973) Ancien ministre et secrétaire d'État Ancien député de la Mayenne (1945-1958) Ancien conseiller général de Villaines-la-Juhel (1951-1970) Ancien maire de Villaines-la-Juhel (1953-1970) ——————————————————Décédé en fonction |
|                                                                                      | André Pinçon (1931-2019)                                                | André Pinçon                      | 8 juin 1973       | 28 janvier 1994   | PS                         | Expert-comptable Conseiller régional des Pays de la Loire Président du district urbain de Laval (1973-1993) Président de la CC du Pays de Laval (1994-1995) ——————————————————Démissionnaire |
|                                                                                      | Yves Patoux (1943-2002)                                                 |                                   | 28 janvier 1994   | 18 juin 1995      | PS                         | Inspecteur des impôts Adjoint chargé des finances (1984-1994) Ancien conseiller général de Laval-Sud-Ouest (1985-1992) |
|                                                                                      | François d'Aubert (1943- )                                              | François d'Aubert                 | 18 juin 1995      | 5 juillet 2004    | DL puis UMP                | Magistrat à la Cour des comptes Secrétaire d'État (1995-1997) Député de la Mayenne (1re circ.) (1978-1995 et 1997-2004) Conseiller régional des Pays de la Loire Président de la CC du Pays de Laval (1995-2008) ——————————————————Démissionnaire à la suite de sa nomination au gouvernement                      |
|                                                                                      | Roland Houdiard                                                         |                                   | 5 juillet 2004    | 31 mai 2005       | UMP                        | Géomètre-expert foncier retraité Ancien conseiller régional des Pays de la Loire (1986-1992) Ancien conseiller général de Laval-Nord-Est (1988-2001) ——————————————————Démissionnaire |
|                                                                                      | François d'Aubert (1943- )                                              | François d'Aubert                 | 31 mai 2005       | 16 mars 2008      | UMP                        | Magistrat à la Cour des comptes Ancien secrétaire d'État (1995-1997 et 2004-2005) Ancien député de la Mayenne (1re circ.) Conseiller régional des Pays de la Loire Président de Laval Agglomération (1995-2008) |
|                                                                                      | Guillaume Garot (1966- )                                                | Guillaume Garot                   | 16 mars 2008      | 9 juillet 2012    | PS                         | Directeur de cabinet Ministre délégué à l'Agroalimentaire (2012-2014) Député de la Mayenne (1re circ.) (2007-2012) Président de Laval Agglomération (2008-2012) ——————————————————Démissionnaire à la suite de sa nomination au gouvernement                                                                       |
|                                                                                      | Jean-Christophe Boyer (1966- )                                          | Jean-Christophe Boyer             | 9 juillet 2012    | 4 avril 2014      | PS                         | Conseiller spécial Adjoint chargé de l'emploi, de l'attractivité et des finances (2008-2012) Conseiller général de Laval-Sud-Ouest (2008-2015) Président de Laval Agglomération (2012-2014) |
|                                                                                      | François Zocchetto (1958- )                                             | François Zocchetto                | 4 avril 2014      | 3 juillet 2020    | UDI                        | Avocat Sénateur de la Mayenne (2001-2017) Président de Laval Agglomération (2014-2020) |
|                                                                                      | Florian Bercault (1990- )                                               | Florian Bercault                  | 3 juillet 2020    | En cours          | DVG                        | Chef d'entreprise Président de Laval Agglomération (depuis 2020) |

### Sources partielles
- « Liste des maires de Laval (Mayenne) », dans Alphonse-Victor Angot et Ferdinand Gaugain, Dictionnaire historique, topographique et biographique de la Mayenne, Laval, A. Goupil, 1900-1910 [détail des éditions] (BNF 34106789, présentation en ligne)